# Nedžib Smailbegović
Nedžib-efendija Smailbegović (1857 Tešanj, osmanská říše – 25. března 1915 Sarajevo, Bosna a Hercegovina) byl bosenskohercegovský islámský pedagog bosňáckého původu.

## Životopis
Narodil se do rodiny Sabit-efendiji Smailbegoviće, který byl členem osmanského parlamentu za vlády Abdulhamida II. Za rakousko-uherské okupace Bosny a Hercegoviny (1878–1918) jistý čas zastával post tešanjského muftího a člena nejvyšší rady duchovních, Ulema-medžlisu, Islámského společenství. Sabitův bratr Mesud-efendija (1834–1904) jej nahradil na místě tešanjského muftího.
V rodném městě Nedžib získal základní vzdělání, pak na doporučení svého strýce Mesuda-efendiji pokračoval ve studiu v Istanbulu (do roku 1899). Mezi lety 1890 a 1915 byl profesorem islámské dogmatiky a právní filozofie v Šarí‘atské soudní škole (1. října 1890–25. března 1915). Na této pozici zemřel.